# Атлантическая сельдь
Атлантическая сельдь, или многопозвонковая сельдь, или мурманская сельдь, или норвежская сельдь, или океаническая сельдь (лат. Clupea harengus) — вид лучепёрых рыб из семейства сельдевых (Clupeidae).
Ареал охватывает северную часть Атлантического океана. Максимальная длина тела 45 см, а масса — 1,1 кг. Питаются крилем и мелкими видами рыб, а их природными хищниками являются киты, треска и другие крупные рыбы и водные млекопитающие. Ценная промысловая рыба.

## Ареал и среда обитания
Атлантическая сельдь обитает в Северной Атлантике: от Бискайского залива до Исландии и юга Гренландии и на восток до Шпицбергена и Новой Земли, включая Балтийское море. В западной части Атлантического океана она распространена от юго-западных берегов Гренландии и Лабрадора до Южной Каролины, США. Эта стайная бентопелагическая океанодромная рыба держится у поверхности моря, зимует и нерестится в придонных горизонтах. Встречается при положительной температуре и высокой солёности. Переносит значительное опреснение. Существуют несколько отдельных субпопуляций с различным нерестовым периодом. По времени нереста различают весеннюю, летнюю, осеннюю и зимнюю сельдь. Наиболее многочисленна весенняя и осенняя сельдь. Сельди, нерестящиеся летом, образуют несколько изолированных популяций в водах Исландии и Фарерских островов, южных фиордов Гренландии, шельфе Новой Англии, Новой Шотландии и банке Джорджес. На шельфе Северного моря выделяют три популяции: северную, которая нерестится на банках у Северной Шотландии; стадо, нерестящееся на Доггер-банке и третья популяция, обитающая в проливе Ла-Манш. Жизненный цикл сельдей этих популяций протекает в Северном море.
Мелкая неполовозрелая сельдь распределена по трём районам: прибрежные воды Норвегии и Кольского полуострова, включая фьорды, губы, заливы, открытые воды Баренцева и Белого морей; центральная и северо-восточная часть Норвежского моря; юго-восточная часть Гренландского моря.

## Описание
Средняя длина тела атлантической сельди — 20—25 см, максимальная длина тела 45 см. Количество позвонков колеблется в районе 55—60 шт. В обычное время (кроме периода нереста) обитает в толще воды на глубине до 200 м.
Высота тела равна примерно 1/5 длины. Длина небольшой головы составляет 20,2—22,8 % длины тела. Диаметр глаз равен 20,8—23,9 % длины головы. Нижняя челюсть выдается вперед, имеются хорошо развитые сошниковые зубы. Тело покрыто циклоидной чешуёй, голова голая. Чешуя легко опадает. Чешуи брюшного киля слаборазвиты, перед брюшными плавниками 27—30 чешуй, позади — 13—16 чешуй. В спинном плавнике 17—21 лучей (первые 3—4 луча неветвистые); в анальном 16—20 (первые 3 луча неветвистые); в грудных 15—19; в брюшных 7—10; жаберных тычинок на 1-й дуге 66—73; позвонков 56—59. Окраска характерная для пелагических рыб: дорсальная поверхность тёмная с зелёным или синим оттенком, бока более светлые, брюхо серебристо-белое или белое.

## Биология
В тёплое время года сельдь держится у поверхности моря выше горизонта летнего температурного скачка. Когда градиентная зона опускается, рыбы перемещаются в нижние горизонты моря. Осенью сельди совершают вертикальные миграции и питается в основном каляноидами, эвфаузиидами и бокоплавами, на которых они охотятся, поднимаясь ночью к поверхности моря. Кроме того в их рационе присутствуют личинки и мальки рыб. Наблюдается каннибализм.
В середине июля жирность сельди составляет 16—18 %, а в августе — 20—22 %. Жир накапливается на кишечнике и пилорических придатках.
Мелкие сельди являются добычей трески, сайды, морского окуня, камбаловых, дельфинов и птиц. Икрой сельди питается пикша. Взрослые крупные сельди входят в рацион полярной акулы, трески и морских млекопитающих.

### Размножение и жизненный цикл
Икрометание единовременное. В среднем самка атлантической сельди производит от 10 тысяч до 100 тысяч икринок. Через 2—3 недели после нереста из икринок появляются личинки длиной 5—8 мм, которые через неделю далеко разносятся течениями. К августу—сентябрю, вырастая до 4—6 см, они массами подходят к берегам. После селёдки размером более 6—7 см (которую часто называют килькой) начинают активно распространяться почти по всему Баренцеву морю.
Икра сельди донная, клейкая. Рыбы откладывают икру на скалистый грунт, песчаное дно, гальку, ракушечник. Диаметр икринок норвежско-мурманской сельди 1,6—2,1 мм.
Развитие икры происходит в условиях стабильных температур, высокой солености, слабой освещенности и высокого давления. Через 12—20 сут выклевываются личинки длиной 6—8 мм. Через 8—10 дней они переходят на внешнее питание. К этому времени личинки оказываются вблизи поверхности моря и пассивно разносятся теплым течением по акватории Норвежского, Баренцева и Гренландского морей.
Исходя из периода и особенностей нереста различают несколько рас атлантической сельди:
- Весенне-нерестующая сельдь

Основные виды — норвежская весенне-нерестующая сельдь и исландская весенне-нерестующая сельдь. Перед началом нереста стаи молодых рыб приходят на откорм в Баренцево море. В возрасте 5-8 лет (достижение половой зрелости) в марте-апреле подходят к берегам Исландии, Норвегии, Фарерских, Шетландских и Оркнейских островов. Температура воды, необходимая для нереста сельди, составляет 10—15°С (но не ниже 5°С). Среднее количество икринок, выметанное одной самкой, достигает 60—70 тыс.
- Летне-нерестущая сельдь

Основной вид — исландская летне-нерестующая сельдь. Отличается от весенне-нерестующей большей плодовитостью (150—200 тыс. икринок на одну половозрелую самку) и более ранним возрастом достижения половой зрелости (обычно 3—4 года). Основные места нереста — воды у берегов Новой Англии и Шотландии, а также юг Гренландии (самки откладывают икру на глубине от 2 до 20 м). Время нереста — июль-август. Летне-нерестующая сельдь отличается меньшим размером и продолжительностью жизни.
Нередко встречаются стада сельди, нерестующие осенью, а также зимой.

## Взаимодействие с человеком
Антропогенные факторы, вызывающие загрязнение морских акваторий, повышают естественную смертность на ранних стадиях развития сельди.

### Добыча сельди
На данный момент известны и успешно применяются различные способы добычи сельди, наиболее распространённые из них — пелагический трал, кошельковый невод и дрифтерный лов. Промысел наиболее распространен в Норвегии. Остальные страны-добытчики сельди — Дания, Исландия, Канада, Россия и др.
Различают четыре промысловые категории сельди: мелкая сельдь (7—19 см в возрасте 1—3 лет), жирная сельдь (19—26 см в возрасте 3—4 лет), крупная преднерестовая сельдь (5—7 лет) и нерестовая сельдь (5—8 лет). Самой ценной считается жирная сельдь — она хорошо просаливается и поддается консервированию. Содержание жиров в сельди после откорма может превышать 20 %.

### Употребление в пищу
Сельдь употребляется в пищу в сыром, копчёном, солёном и маринованном виде. Является источником витаминов A, D и B12, а также полиненасыщенных жирных кислот. Согласно последним исследованиям, употребление сельди в пищу снижает риск развития болезней сердца и сосудов, благодаря увеличению в организме числа липопротеинов высокой плотности. Селедочный жир уменьшает размер адипоцитов (жировых клеток), что способствует снижению риска возникновения диабета второго типа. Кроме того, сельдь содержит антиоксиданты.
Питательная ценность
| Витамины              | мкг/100 г | Минералы и микроэлементы       | мг/100 г |
| Витамин A             | 6         | Натрий                         | 87       |
| Витамин D             | 11,5      | Калий                          | 440      |
| Витамин B12           | 14        | Кальций                        | 38       |
|                       | мг/100 г  | Железо                         | 0,9      |
| Витамин E             | 0,6       | Селен                          | 0,04     |
| Тиамин                | 0,04      | Цинк                           | 0,6      |
| Рибофлавин            | 0,3       | Марганец                       | <0,05    |
| Кислота никотиновая   | 4         | Магний                         | 32       |
| Кислота пантотеновая  | 1         | Фосфор                         | 270      |
| Пиридоксин            | 0,5       | Медь                           | <0,06    |
| Аминокислоты          | г/100 г   | Холестерин                     | 68       |
| Кислота аспарагиновая | 1,4       | Кислоты жирные                 | %        |
| Треонин               | 0,6       | 14:0                           | 7,1      |
| Серин                 | 0,5       | 16:0                           | 14       |
| Кислота глутаминовая  | 2,5       | 16:1                           | 6,1      |
| Пролин                | 0,5       | 18:0                           | 1        |
| Глицин                | 0,7       | 18:1                           | 8,6      |
| Аланин                | 0,9       | 18:2 омега-6                   | 1,2      |
| Валин                 | 0,8       | 18:3 омега-3                   | 1        |
| Метионин              | 0,4       | 18:4 омега-3                   | 23,3     |
| Изолейцин             | 0,7       | 20:1                           | 11,3     |
| Лейцин                | 1,1       | 20:4 омега-3                   | 0,5      |
| Тирозин               | 0,5       | 20:4 омега-6                   | 0,3      |
| Фенилаланин           | 0,6       | 20:5 омега-3                   | 9,4      |
| Лизин                 | 1,4       | 22:1                           | 19,4     |
| Гистидин              | 0,4       | 22:5 омега-3                   | 0,7      |
| Аргинин               | 0,9       | 22:6 омега-3                   | 9,9      |
| Триптофан             | 0,2       | Насыщенные кислоты — всего     | 23,1     |
|                       |           | Мононасыщенные кислоты — всего | 46,5     |
|                       |           | n-3 — всего                    | 24,8     |
|                       |           | n-6 — всего                    | 1,7      |
|                       |           | г (n-3)/100 г                  | 3,5      |

## Подвиды
- Clupea harengus harengus Linnaeus, 1758
- Clupea harengus marisalbi Berg, 1923
- Clupea harengus membras Linnaeus, 1761 — Салака
- Clupea harengus suworowi Rabinerson, 1927